# بر رئيسي

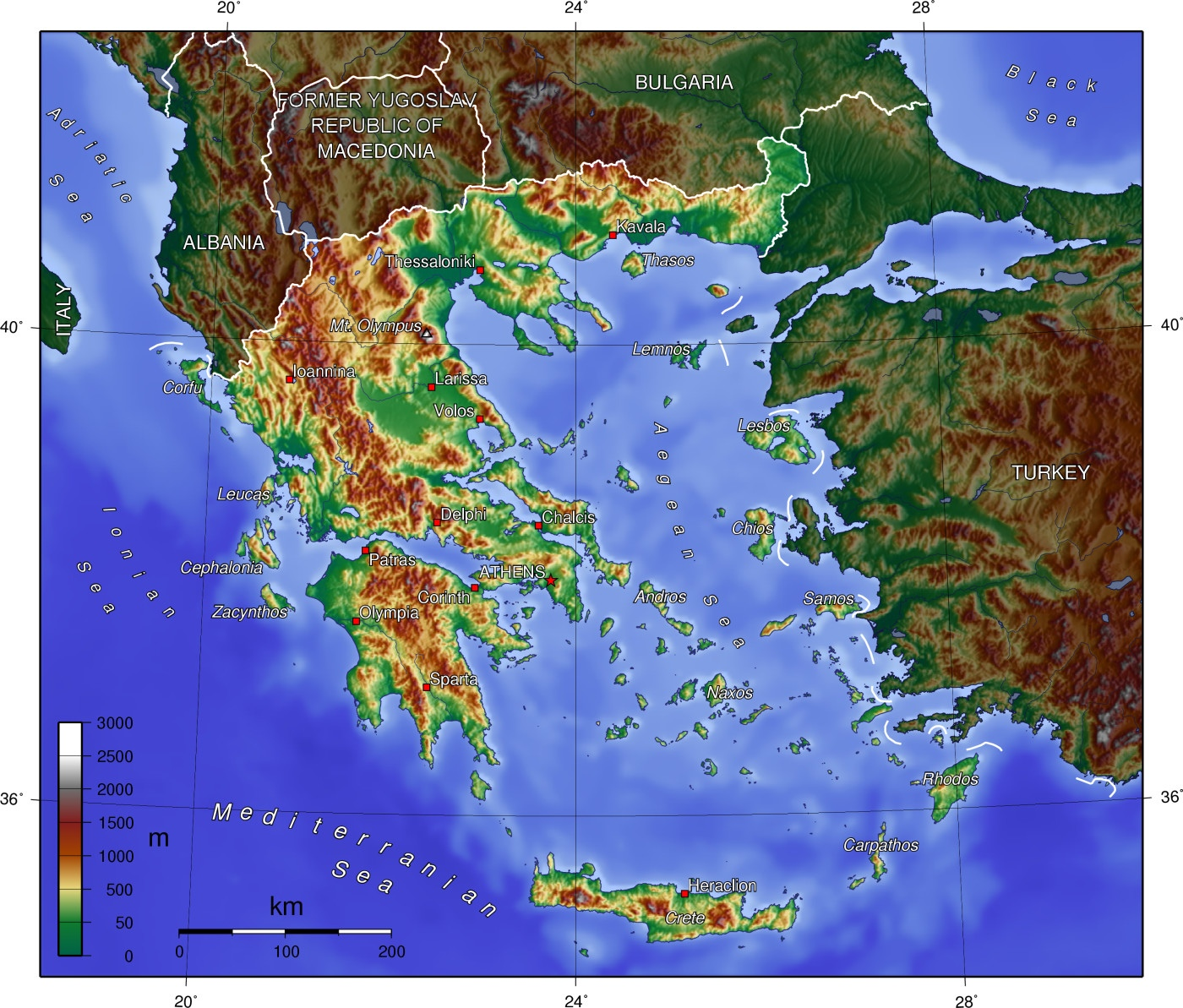

يطلق اسم البر الرئيسي على مساحة كبيرة من الأرض في منطقة ما (في مقابل الجزيرة أو الجزر القريبة)، أو على مجموعة أكبر من الجزر في أرخبيل ما. ويطلق على سكانها في بعض الأحيان اسم «سكان اليابسة الرئيسية». ودائمًا تقريبًا ما يعيش بها الجزء الأكبر من السكان نتيجة لمساحتها الأكبر مقارنة بالجزر المصاحبة لها، بعض الأحيان تشكل ثقافات وسياسات سكان اليابسة السيطرة على ثقافات وسياسات سكان الجزر.
وأبرز الاستعمالات لهذا المصطلح تتضمن:
- البر الرئيسي الأرجنتين، الذي يقع في مقابلة جزر فوكلاند المتنازع عليها وجنوب جورجيا وجزر ساندويتش الجنوبية، وأرض النار. ولكن هذا المصطلح عارض استعماله سكان جزر فوكلاند وجورجيا الجنوبية وجزر ساندويتش الجنوبية والذين يعتبرون مواطنين بريطانيين.
- البر الرئيسي أستراليا، مقارنةً بـتسمانيا.
- البر الرئيسي البريطاني: (أي جزيرة بريطانيا العظمى)، التي تقع في مواجهة أيرلندا الشمالية، وجزر القنال أو جزيرة مان. على جزيرة وايت في عام 1982، استمع صدفة بول ثيروكس للسكان في فينتنور يقولون:"الآن يتحدثون عن «البر الرئيسي»، وكأننا بعيدون داخل البحر ولسنا على بعد 20 دقيقة بزورق من "بورتسماوث".[1]
- البرالرئيسي كندا، الواقع في مواجهة جزيرة الأمير إدوارد، نيوفاوندلاند، جزيرة كاب بريتون أو جزيرة فانكوفر؛
- بر الصين الرئيسي (يتضمن جزيرة هاينان)، الواقع في مواجهة الأقاليم الإدارية الخاصة لـهونغ كونغ وماكاو التابعة لـجمهورية الصين الشعبية (PRC)، وجزيرة تايوان المستقلة سياسيًا وبعض الجزر الصغيرة التي تديرها جمهورية الصين (ROC)؛
- البر الرئيسي تشيلي، الواقع في مواجهة تشيلي الجزيرية (جزيرة القيامة، سالا واي جوميز، الجزر البائسة وجزر خوان فرنانديز). وتستعمل أيضًا في مقابلة جزر تشيلو وأرض النار؛
- البر الرئيسي الدنمارك، الواقع في مواجهة جزر فارو وجرينلاند؛
- البر الرئيسي الإكوادور، الواقع في مواجهة جزر غالاباغوس؛
- البر الرئيسي غينيا الاستوائية، وعادة يسمى ريو موني، الجزء الذي يقع على القارة الإفريقية، الواقع في مواجهة الجزر البعيدة عن الشاطئ؛
- البر الرئيسي إستونيا، الواقع في مواجهة ساريما وهيوما وغيرها من جزر إستونيا الغربية؛
- البر الرئيسي الأوروبي، مصطلح آخر يطلق على القارة الأوروبية حيث يستخدم في العالم المتحدث باللغة الإنجليزية، ولكن بصفة عامة ليس في المملكة المتحدة، عادةً في بريطانيا العظمى وفي بعض الأحيان في أيرلندا، ويشار إلى البر الرئيسي بأوروبا القارة أو فقط أوروبا.
- البر الرئيسي فنلندا، الواقع في مواجهة جزر ألند،
- البر الرئيسي الفرنسي (القارة)، الواقع في مواجهة كورسيكا، فيما يتعلق بالإدارات والأراضي التابعة لها وراء البحار، ويستخدم المصطلح فرنسا العاصمة (فرنسا العاصمة) بصورة أوسع؛
- البر اليوناني الرئيسي (يتضمن جزر إيوبويا)، الواقع في مواجهة جزر اليونان.
- البر الرئيسيأيرلندا الواقع في مواجهة جزرها البعيدة عن الشاطئ. لاحظ أن «البر الرئيسي» في أيرلندا الشمالية يعتبر غامضًا من هذا المنظور والسابق حيث إن استخدام العبارة لنقول «بريطانيا العظمى في مواجهة أيرلندا الشمالية» يعترض عليه العديد من القوميون. ويستخدم المصطلح «البر الرئيسي» في أيرلندا كوسيلة بديلة للإشارة إلى مساحة الأرض الخاصة بـأوروبا
- البر الرئيسي الهندي، الواقع في مواجهة أراضي الاتحاد الخاصة بـجزر أندامان ونيكوبار ولاكشادويب.
- البر الرئيسي الإيطالي، الواقع في مواجهة ساردينيا، سيسيل، والجزر الصغيرة الأخرى.
- البر الرئيسي الياباني وهونشو، الواقع في مواجهة سائر الجزر اليابانية (انظر أيضًا الجزر الرئيسية)؛
- البر الرئيسي الكوري الواقع في مواجهة جيجو وجزر أوليونج
- البر الرئيسي الماليزي الواقع في مواجهة صباح، سراوق وجزرها الصغيرة الأخرى مثل بينانق ولنكاوي
- البر الرئيسيهولندا الواقع في مواجهة بونير، سانت أوستاتيوس وسابا.
- البر الرئيسي لـنوفا سكوشاالمواجهة لـجزيرة كاب بريتون؛
- بر البرتغال الرئيسي، أو البرتغال القارية (البرتغال القارية)، التي تقع قبالة جزر الأزور وجزر الماديرا.
- البر الرئيسي اسكتلندا الواقع في مواجهة كثير من جزرها البعيدة عن الشاطئ والتي تتضمن الجزر الصغيرة الغربية وأوركني أو شيتلاند.
- البر الرئيسي إسبانيا الواقع في مواجهة البليار وجزر الكناري ومدن شمال إفريقيا سبتة ومليلية، جزيرة البران وغير ذلك من الجيوب الداخلية التي تطل على إفريقيا الشمالية (تسمى مواقع السيادة). وفي إسبانيا غالبًا ما يستعمل المصطلح شبه الجزيرة الإسبانية أو ببساطة شبه الجزيرة.
- البر الرئيس للولايات المتحدة، الواقع في مواجهة ولاية هاواي وأقاليم ما وراء البحار. تستخدم مصطلحات «البر الرئيس للولايات المتحدة» و«البر الرئيسي» بصورة عامة في «هاواي» ولكن بقلة في الولايات المتحدة نفسها. ويستخدم المصطلح «الولايات المتحدة القارية» ولكن بصورة مبهمة في بعض الأحيان في مناطق تتضمن ألاسكا ولا تستخدم في أحيان أخرى. يستخدم المصطلح «الولايات المتحدة المتجاورة» بشكل أكثر دقة في مناطق لا تتضمن ألاسكا وهاواي. وأما المصطلح العام الذي يشير إلى الولايات المتحدة القارية دون ألاسكا فمصطلح «الـ48 السفلى» إلا أن ارتفاع «هاواي» أقل من أي ولاية أخرى. (توجد الكلمة &«البر الرئيسي» كثيرًا في قانون هاواي، ويشير بوضوح إلى أي جزء من الولايات المتحدة يقع خارج هاواي.[2])
- البر الرئيسي أمريكا الشمالية الواقع في مواجهة البر الرئيسي للولايات المتحدة التي تتضمن الجزء الأكبر من جزيرة أمريكا الشمالية والتي تتضمن البر الرئيسي لكندا والولايات المتحدة والمكسيك.
- الـجزيرة جنوبية لـنيوزيلاندا تسمى أحيانًا على سبيل المزاح البر الرئيسي، وخاصة من قبل سكان الجزيرة الجنوبية. وبالرغم من أنها تتضمن عدد سكان قليلاً جدًا إلا أنها تعتبر أكبر من الجزيرة الشمالية. ويشار إلى البر الرئيسي النيوزيلاندي باسم «الجزيرة الشمالية والجنوبية» معًا، والتي تقع في مواجهة الجزر البعيدة عن الشاطئ مثل جزيرة ستيوارت، جزيرة وايهيكي، جزيرة الحاجز الكبير، وجزر شاتهام
- الجزر الكبرى لـأوركني وجزر شيتلاند؛ انظر البر الرئيسي، أوركني والبر الرئيسي، شيتلاند.
- البر الرئيس أو اليابسة الكبيرة - في روسيا - والتي تقع في مواجهة اليابسة الصغيرة، أو الجزر الصغيرة، أو الأراضي المعزولة الأخرى، والتي ترتبط بالماء أو الهواء دون الطريق الممهد.

ويستخدم المصطلح من خلال مستويات مختلفة. فبالنسبة لمن يعيش في تسمانيا فإن أستراليا القارية تعتبر البر الرئيسي، ولكن بالنسبة لسكان جزيرة الملك، جزيرة الفليندرز، والجزر المحيطة الأخرى تعتبر تسمانيا نفسها البر الرئيسي.